# آندریا زانچتا
آندریا زانچتا (به ایتالیایی: Andrea Zanchetta) (زادهٔ ۲ فوریه ۱۹۷۵) بازیکن پیشین و سرمربی کنونی فوتبال اهل ایتالیا است او هم اکنون هدایت باشگاه فوتبال نووارا را برعهده دارد.
از باشگاه‌هایی که در آن بازی کرده‌است می‌توان به باشگاه فوتبال رجینا، باشگاه فوتبال اینتر میلان، باشگاه فوتبال لچه، باشگاه فوتبال کیه‌وو ورونا، باشگاه فوتبال فوجا، باشگاه فوتبال کرمونزه، و باشگاه فوتبال ویچنزا اشاره کرد.

## زندگی شخصی
او پدر فدریکو زانچتا بازیکن فوتبال است.